# Wanman
Wanman är ett australiskt språk som talades av 3 personer år 2016 enligt Australiens folkräkning. Wanman talas i Väst-Australien. Wanman tillhör de pama-nyunganska språken. Språket anses utdöende..
Wanman har ingen skriftlig standard.